# تگنه (شهرستان آق‌سی)
تگنه (به لاتین: Tegene) یک منطقهٔ مسکونی در قرقیزستان است که در شهرستان آق‌سی واقع شده‌است. تگنه ۱٬۵۵۸ نفر جمعیت دارد.